# Ronde van Italië 2012/Eindstanden
De eindstanden van de Ronde van Italië 2012.

## Algemeen klassement
| #         | Renner               | Land             | Ploeg                  | Tijd      |
| --------- | -------------------- | ---------------- | ---------------------- | --------- |
| Roze trui | Ryder Hesjedal       | Canada           | Team Garmin-Barracuda  | 91u39'02" |
| 2         | Joaquim Rodríguez    | Spanje           | Team Katjoesja         | + 16"     |
| 3         | Thomas De Gendt      | België           | Vacansoleil-DCM        | + 1'39"   |
| 4         | Michele Scarponi     | Italië           | Lampre-ISD             | + 2'05"   |
| 5         | Ivan Basso           | Italië           | Liquigas-Cannondale    | + 3'44"   |
| 6         | Damiano Cunego       | Italië           | Lampre-ISD             | + 4'40"   |
| 7         | Rigoberto Urán       | Colombia         | Sky ProCycling         | + 5'57"   |
| 8         | Domenico Pozzovivo   | Italië           | Colnago-CSF Bardiani   | + 6'28"   |
| 9         | Sergio Henao         | Colombia         | Sky ProCycling         | + 7'50"   |
| 10        | Mikel Nieve          | Spanje           | Euskaltel-Euskadi      | + 8'08"   |
| 11        | John Gadret          | Frankrijk        | AG2R-La Mondiale       | + 9'12"   |
| 12        | Dario Cataldo        | Italië           | Omega Pharma-Quickstep | + 11'59"  |
| 13        | Gianluca Brambilla   | Italië           | Colnago-CSF Bardiani   | + 14'20"  |
| 14        | Johann Tschopp       | Zwitserland      | BMC Racing Team        | + 14'47"  |
| 15        | Roman Kreuziger      | Tsjechië         | Astana Pro Team        | + 19'58"  |
| 16        | Hubert Dupont        | Frankrijk        | AG2R-La Mondiale       | + 20'59"  |
| 17        | Marzio Bruseghin     | Italië           | Team Movistar          | + 25'39"  |
| 18        | Sergio Pardilla      | Spanje           | Team Movistar          | + 29'19"  |
| 19        | Francis De Greef     | België           | Lotto-Belisol          | + 35'00"  |
| 20        | Daniel Moreno        | Spanje           | Team Katjoesja         | + 36'17"  |
| 21        | Diego Ulissi         | Italië           | Lampre-ISD             | + 37'17"  |
| 22        | Christian Vandevelde | Verenigde Staten | Team Garmin-Barracuda  | + 38'23"  |
| 23        | Paolo Tiralongo      | Italië           | Astana Pro Team        | + 41'36"  |
| 24        | Damiano Caruso       | Italië           | Liquigas-Cannondale    | + 49'45"  |
| 25        | Sandy Casar          | Frankrijk        | FDJ-BigMat             | + 49'57"  |

## Nevenklassementen

### Puntenklassement
| #         | Renner             | Land                | Ploeg                 | Punten |
| --------- | ------------------ | ------------------- | --------------------- | ------ |
| Rode trui | Joaquim Rodríguez  | Spanje              | Team Katjoesja        | 139    |
| 2         | Mark Cavendish     | Verenigd Koninkrijk | Sky ProCycling        | 138    |
| 3         | Ryder Hesjedal     | Canada              | Team Garmin-Barracuda | 113    |
| 4         | Michele Scarponi   | Italië              | Lampre-ISD            | 81     |
| 5         | Domenico Pozzovivo | Italië              | Colnago-CSF Bardiani  | 80     |
| 6         | Thomas De Gendt    | België              | Vacansoleil-DCM       | 76     |
| 7         | Ivan Basso         | Italië              | Liquigas-Cannondale   | 58     |
| 8         | Alexander Kristoff | Noorwegen           | Team Katjoesja        | 58     |
| 9         | Geraint Thomas     | Verenigd Koninkrijk | Sky ProCycling        | 53     |
| 10        | Andrey Amador      | Costa Rica          | Team Movistar         | 52     |

### Bergklassement
| #           | Renner               | Land       | Ploeg                     | Punten |
| ----------- | -------------------- | ---------- | ------------------------- | ------ |
| Blauwe trui | Matteo Rabottini     | Italië     | Farnese Vini–Selle Italia | 84     |
| 2           | Stefano Pirazzi      | Italië     | Colnago-CSF Bardiani      | 44     |
| 3           | Andrey Amador        | Costa Rica | Team Movistar             | 43     |
| 4           | Michał Gołaś         | Polen      | Omega Pharma-Quickstep    | 34     |
| 5           | Domenico Pozzovivo   | Italië     | Colnago-CSF Bardiani      | 26     |
| 6           | Jan Barta            | Tsjechië   | Team NetApp               | 24     |
| 7           | Miguel Ángel Rubiano | Colombia   | Androni Giocattoli        | 24     |
| 8           | Ryder Hesjedal       | Canada     | Team Garmin-Barracuda     | 24     |
| 9           | Joaquim Rodríguez    | Spanje     | Team Katjoesja            | 23     |
| 10          | Thomas De Gendt      | België     | Vacansoleil-DCM           | 21     |

### Jongerenklassement
| #          | Renner             | Land             | Ploeg                 | Tijd       |
| ---------- | ------------------ | ---------------- | --------------------- | ---------- |
| Witte trui | Rigoberto Urán     | Colombia         | Sky ProCycling        | 91u44'59"  |
| 2          | Sergio Henao       | Colombia         | Sky ProCycling        | + 1'53"    |
| 3          | Gianluca Brambilla | Italië           | Colnago-CSF Bardiani  | + 8'23"    |
| 4          | Diego Ulissi       | Italië           | Lampre-ISD            | + 31'20"   |
| 5          | Damiano Caruso     | Italië           | Liquigas-Cannondale   | + 43'48"   |
| 6          | Tanel Kangert      | Estland          | Astana Pro Team       | + 44'52"   |
| 7          | Peter Stetina      | Verenigde Staten | Team Garmin-Barracuda | + 48'28"   |
| 8          | Tom Slagter        | Nederland        | Rabobank              | + 51'27"   |
| 9          | Stefano Pirazzi    | Italië           | Colnago-CSF Bardiani  | + 1u35'00" |
| 10         | Jon Izagirre       | Spanje           | Euskaltel-Euskadi     | + 1u42'57" |

### Ploegenklassement
| #              | Ploeg                 | Land                | Tijd       |
| -------------- | --------------------- | ------------------- | ---------- |
| Geel rugnummer | Lampre-ISD            | Italië              | 274u19'46" |
| 2              | Team Movistar         | Spanje              | + 10'53"   |
| 3              | Sky ProCycling        | Verenigd Koninkrijk | + 37'07"   |
| 4              | Astana Pro Team       | Kazachstan          | + 43'12"   |
| 5              | Team Garmin-Barracuda | Verenigde Staten    | + 51'52"   |
| 6              | Liquigas-Cannondale   | Italië              | + 54'09"   |
| 7              | Euskaltel-Euskadi     | Spanje              | + 56'27"   |
| 8              | Colnago-CSF Bardiani  | Italië              | + 1u10'25" |
| 9              | AG2R-La Mondiale      | Frankrijk           | + 1u22'12" |
| 10             | Team Katjoesja        | Rusland             | + 1u30'51" |

1e etappe ·
2e etappe ·
3e etappe ·
4e etappe ·
5e etappe ·
6e etappe ·
7e etappe ·
8e etappe ·
9e etappe ·
10e etappe ·
11e etappe ·
12e etappe ·
13e etappe ·
14e etappe ·
15e etappe ·
16e etappe ·
17e etappe ·
18e etappe ·
19e etappe ·
20e etappe ·
21e etappe
Startlijst · Eindstanden · Afbeeldingen